# Judith Thieser
Judith Thieser (* 28. September 1955 als Judith Schmitt in Mettlach; † 18. Oktober 2015 in Saarhölzbach) war eine deutsche Politikerin (CDU). Sie war von 2004 bis 2010 Bürgermeisterin der Gemeinde Mettlach. Von 2010 bis zu ihrem Tod war sie die saarländische Landesdatenschutzbeauftragte.

## Leben
Thieser studierte Rechtswissenschaften und legte ihr zweites juristisches Staatsexamen 1986 ab. Bis 2004 besaß sie eine eigene Kanzlei in Mettlach. Des Weiteren war sie von 1999 bis 2004 ehrenamtliche Richterin am Anwaltsgericht der Rechtsanwaltskammer des Saarlandes. Zwischen 2001 und 2003 war sie zudem Präsidentin des Saarländischen Anwaltvereins. Thieser war verheiratet und hatte zwei Söhne.

## Politik
Am 12. Oktober 2003 wurde Thieser zur Bürgermeisterin ihrer Heimatgemeinde Mettlach gewählt. In einer Sitzung des Saarländischen Landtages am 19. Mai 2010 wurde sie zur Landesdatenschutzbeauftragten des Saarlandes gewählt. Sie war die erste Frau in diesem Amt. Thieser war außerdem jahrelang Kreisvorsitzende der Frauenunion Merzig-Wadern.